# Anna Bulgakova
Pour les articles homonymes, voir Bulgakova.
Anna Vladimirovna Bulgakova (en russe : Анна Владимировна Булгакова ; née le 17 janvier 1988 à Stavropol) est une athlète russe, spécialiste du lancer de marteau. 

## Biographie
Son meilleur lancer est de 74,02 mètres, réalisé en juillet 2012 à Tcheboksary.
Elle est suspendue pour dopage du 29 mars 2017 au 28 mars 2019.

## Palmarès
| Date | Compétition                          | Lieu      | Résultat | Marque  |
| ---- | ------------------------------------ | --------- | -------- | ------- |
| 2004 | Championnats du monde juniors        | Grosseto  | 4e       | 60,74 m |
| 2005 | Championnats du monde jeunesse       | Marrakech | 2e       | 62,05 m |
| 2006 | Championnats du monde juniors        | Pékin     | 2e       | 65,73 m |
| 2007 | Championnats d'Europe juniors        | Hengelo   | 4e       | 62,14 m |
| 2007 | Universiade                          | Bangkok   | 6e       | 64,83 m |
| 2008 | Jeux Olympiques                      | Pékin     | 20e      | 68,04 m |
| 2012 | Championnats d'Europe                | Helsinki  | 3e       | 71,47 m |
| 2013 | Championnats du monde                | Moscou    | —        | DQ      |
| 2014 | Championnats d'Europe par équipes    | Brunswick | —        | DQ      |
| 2015 | Coupe d'Europe hivernale des lancers | Leiria    | —        | DQ      |
| 2015 | Jeux mondiaux militaires             | Mungyeong | 2e       | 68,01 m |

## Records
| Épreuve           | Performance | Lieu   | Date            |
| ----------------- | ----------- | ------ | --------------- |
| Lancer du marteau | 76,17 m     | Moscou | 24 juillet 2013 |